# Hilde Schürk-Frisch

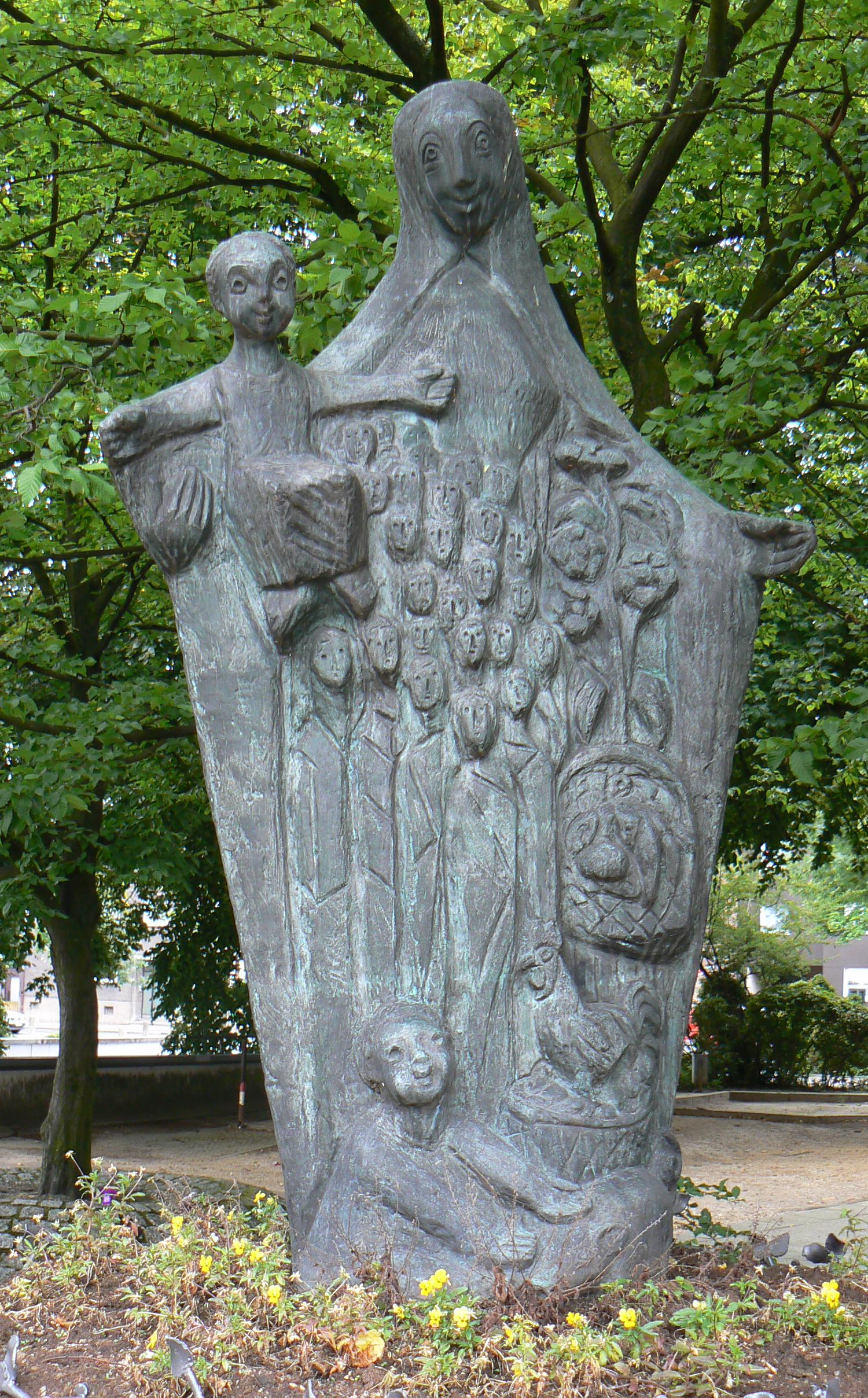
Hilde Schürk-Frisch: Schutzmantelmadonna, Herten (1978)

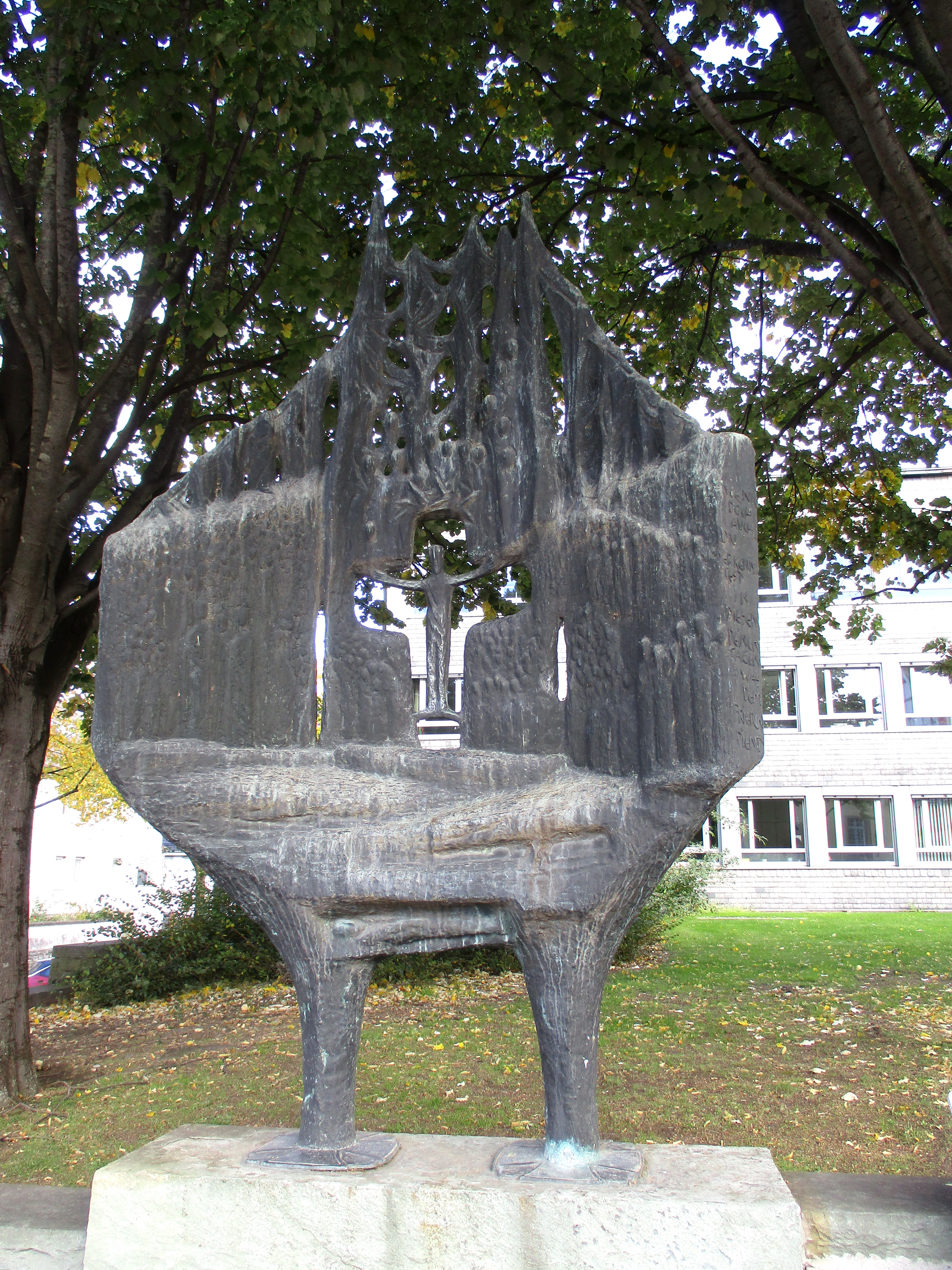
Hilde Schürk-Frisch: Ehrenmal am Marktplatz, Erwitte (1965)

Hildegard „Hilde“ Schürk-Frisch (* 23. Juni 1915 in Ennigerloh; † 25. März 2008 in Münster) war eine deutsche Bildhauerin.

## Leben
Hilde (Hildegard) Schürk-Frisch hatte bereits während ihrer Schulzeit Unterricht in Bildhauerei und studierte anschließend an der Kunstakademie in München und an der Hochschule für Bildende Künste in Berlin. Während des Krieges entstand eine Mutter-Kind-Plastik, deren Titel Not den Unwillen der NS-hörigen Presse erweckte. Seit dem Ende des Zweiten Weltkriegs war sie – Soldatenwitwe mit drei Kindern – als freischaffende Künstlerin in Münster tätig. Ihre Tochter Brigitte Beil war als Journalistin und Buchautorin tätig. 
Bekannt wurde sie mit ihren von Bibel- und Heiligenerzählungen inspirierten Figuren und Skulpturen aus Stein, Holz und insbesondere aus Bronze.
Zu ihrem Werk gehören ausdrucksvolle Porträtköpfe, vielfältige Figurationen des spielenden, sinnenden, trauernden oder liebenden Menschen, Grabmäler und Gartenplastiken ebenso wie große Denkmäler und Mahnmale im öffentlichen Raum. Sie schuf zahlreiche Einzelwerke, über Kreuzwege bis hin zu gesamten Gestaltungen von Chor- und Altarräumen für katholische und evangelische Kirchen. 1978 wurde die Skulptur „Schutzmantelmadonna“ auf dem Skulpturenpfad Herten installiert. 2005 wurde ein Skulpturenpark im Garten des Leokonviktes, des Priesterseminars des Erzbistums Paderborn mit 14 Skulpturen aus dem Lebenswerk eingerichtet und in dem Buch Dem Unsichtbaren ein Gewand dokumentiert.
Sie war in den 1960er Jahren Mitglied der Liturgiekommission der Deutschen Bischofskonferenz sowie der Gemeinsamen Synode der Bistümer der Bundesrepublik Deutschland (Würzburger Synode).

## Nachlass
Als Dauerleihgabe aus dem künstlerischen Nachlass von Hilde Schürk-Frisch verfügt das Kloster Vinnenberg über elf kleinere und größere Skulpturen für Tagungen und Seminare. 
Ein weiterer Raum mit einer Reihe wichtiger Arbeiten aus dem Nachlass der Künstlerin entsteht im Sozialinstitut Kommende Dortmund des Erzbistums Paderborn. Beide Orte sind der Öffentlichkeit zugänglich.

## Auszeichnungen
1942 erhielt sie den Kunstpreis Jung-Westfalen, 1952 den Karl Ernst Osthaus-Preis der Stadt Hagen, 1962 den Kunstpreis des Kreises Beckum.

## Schriften
- Aus der Trauer um einen Gefallenen. Regensberg, Münster 1946.
- Plastiken – Monotypien. Ausstellungskatalog. Einführung von Anton Henze. Gustav-Lübcke-Museum, Hamm 1963.
- mit Basilius Senger OSB: Kreuzweg – eine Andacht für die Gemeinde. Butzon & Bercker, Kevelaer, 11. Auflage 1994, ISBN 3-7666-8864-2.
- Werkauswahl 1940–1994. Einführung von Josef Pieper. Schnell, Warendorf 1994, ISBN 3-87716-890-6.

## Film
- Hans Schotte, Ralf Bräutigam: Hilde Schürk-Frisch. Religiös gegründete Weltlichkeit. DVD, 43 Min. HS Video- und Buchverlag Friedberg/Ottmaring 2005.